# Vernonanthura prenanthoides
Vernonanthura prenanthoides là một loài thực vật có hoa trong họ Cúc. Loài này được (Gleason) H.Rob. miêu tả khoa học đầu tiên năm 1992.